# بيت بيرنسايد
بيت بيرنسايد (بالإنجليزية: Pete Burnside)‏ هو لاعب كرة قاعدة أمريكي، ولد في 2 يوليو 1930 في إيفانستون في الولايات المتحدة.

## وصلات خارجية
- بيت بيرنسايد على موقع دوري كرة القاعدة الرئيسي (الإنجليزية)
- بيت بيرنسايد على موقع الدوري الياباني لكرة القاعدة (الإنجليزية)
- بيت بيرنسايد على موقعبيزبول رفرنس.كوم (الدوري الرئيسي) (الإنجليزية)
- بيت بيرنسايد على موقعبيزبول رفرنس.كوم (الدوري الثانوي) (الإنجليزية)
- بيت بيرنسايد على موقع إي إس بي إن.كوم (أم.أل.بي) (الإنجليزية)
- بيت بيرنسايد على موقع مشجعي الرسوم البيانية (الإنجليزية)